# Stélios Kítsiou
Stélios Kítsiou (en grec : Στέλιος Κίτσιου), né le 28 septembre 1993 à Thessalonique en Grèce, est un footballeur international grec, qui évolue au poste d'arrière droit au MKE Ankaragücü.

## Biographie

### Carrière de joueur
Stélios Kítsiou dispute 4 matchs en Ligue des champions, et 19 matchs en Ligue Europa, pour deux buts inscrits.

### Carrière internationale
Stélios Kítsiou compte deux sélections avec l'équipe de Grèce depuis 2015. 
Il est convoqué pour la première fois par le sélectionneur national Kóstas Tsánas pour un match des éliminatoires de l'Euro 2016 contre la Roumanie le 7 septembre 2015 (0-0).

## Statistiques
| Saison                | Club                  | Championnat           | Championnat | Championnat | Coupe(s) nationale(s) | Coupe(s) nationale(s) | Compétition(s) continentale(s) | Compétition(s) continentale(s) | Compétition(s) continentale(s) | Grèce | Grèce | Total | Total |
| Saison                | Club                  | Division              | M.          | B.          | M.                    | B.                    | Comp.                          | M.                             | B.                             | M.    | B.    | M.    | B.    |
| 2012-2013             | PAOK Salonique        | Superleague           | 8           | 0           | 3                     | 0                     | -                              | -                              | -                              | -     | -     | 11    | 0     |
| 2013-2014             | PAOK Salonique        | Superleague           | 30          | 1           | 5                     | 0                     | C1+C3                          | 4+7                            | 0+1                            | -     | -     | 46    | 2     |
| 2014-2015             | PAOK Salonique        | Superleague           | 24          | 0           | 2                     | 0                     | C3                             | 4                              | 0                              | -     | -     | 30    | 0     |
| 2015-2016             | PAOK Salonique        | Superleague           | 17          | 0           | 7                     | 0                     | C3                             | 8                              | 1                              | 2     | 0     | 34    | 1     |
| 2016-2017             | PAOK Salonique        | Superleague           | 11          | 11          | 14                    | 1                     | C3                             | 2                              | 0                              | -     | -     | 27    | 12    |
| Total sur la carrière | Total sur la carrière | Total sur la carrière | 90          | 2           | 31                    | 1                     | -                              | 25                             | 2                              | 2     | 0     | 148   | 5     |

## Palmarès
PAOK Salonique
- Coupe de Grèce : 2017
- Championnat de Grèce : Vice-champion : 2017